# Challenge international de tourisme 1930
Navigation
Challenge 1929 Challenge 1932
Le Challenge 1930 est la seconde édition du Challenge International de Tourisme qui s'est déroulé du 18 juillet au 8 août 1930 à Berlin, en Allemagne.

## Organisation

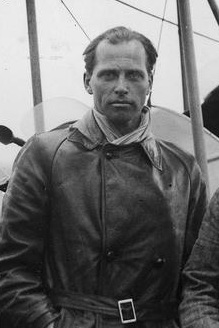
Archduke Anton of Austria in the Challenge International de Tourisme 1930,

Le concours est organisé par l'Allemagne à la suite de la victoire de Friedrich-Wilhelm Morzik lors de l'édition précédente.
Le comité sportif était dirigé par l'allemand Gerd von Hoeppner. 98 équipages ont postulé, mais 60 aéronefs ont finalement été admis, représentant six nations : l'Allemagne (30 équipages), la Pologne (12 équipages), le Royaume-Uni (7 équipages), la France (6 équipages), l'Espagne (3 équipages) et la Suisse (2 équipages). Dans l'équipe britannique, il y avait un Canadien et dans l'équipe française, un Belge. Il s’agissait du premier grand événement international auquel participait l’aviation polonaise, avec en outre la deuxième équipe la plus nombreuse, équipé de ses propres avions de conception. Contrairement à l'édition précédente ni l'Italie ni la Tchécoslovaquie n'ont participé, à l'inverse de l'Espagne (menée par le prince Antoine de Habsbourg-Toscane).
Le concours débuta le 18 juillet 1930 à l'aérodrome de Berlin-Staaken. Il se divisait en deux parties : un rallye à travers l’Europe et des épreuves techniques. L'un des objectifs du Challenge étant de faire progresser la conception des avions, il ne s'agissait pas uniquement de la concurrence des pilotes, mais les essais techniques comprenaient également une évaluation de la construction, afin de construire des avions de tourisme plus avancés et plus fiables.
Tous les avions volaient avec des équipages de deux hommes, pilote et passager ou mécanicien (à l'exception du Suisse Charles Kolp, qui a emmené deux passagers, dont une femme, dans son Klemm VL.25)

## Compétition

### Épreuve de rallye

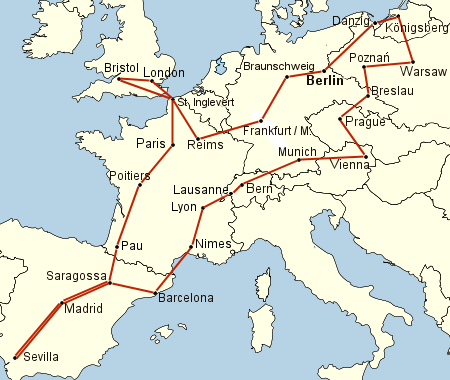
Parcours en Europe

La première partie du concours consistait en un rallye de 7560 km sur l’Europe selon le parcours Berlin – Brunswick – Francfort-sur-le-Main – Reims – Saint-Inglevert – Bristol – Londres – Saint-Inglevert – Paris – Poitiers – Pau – Saragosse – Madrid – Séville – Saragosse – Barcelone – Nîmes – Lyon – Lausanne – Berne – Munich – Vienne – Prague – Breslau – Poznań – Varsovie – Königsberg – Danzig – Berlin.
Les équipages décollent de Berlin-Tempelhof entre 9h et 9h59 le dimanche 20 juillet.
| Pos. | Pilote                   | Équipe      | Avions              | Matricule   | Vitesse moy. | Points   |
| ---- | ------------------------ | ----------- | ------------------- | ----------- | ------------ | -------- |
| 1.   | Hubert Broad             | Royaume-Uni | de Havilland DH.60G | G-AAHR / K3 | 176 km/h     | 270 (75) |
| 2.   | John Carberry            | Royaume-Uni | Monocoupe 110       | G-ABBR / K7 | 173 km/h     | 268 (75) |
| 3.   | Reinhold Poss            | Allemagne   | Klemm L 25E         | D-1901 / B8 | 149 km/h     | 264 (75) |
| 4.   | Friedrich-Wilhelm Morzik | Allemagne   | BFW M.23c           | D-1883 / B3 | 148 km/h     | 263 (75) |
| 5.   | Willy Polte              | Allemagne   | BFW M.23c           | D-1892 / F2 | 147 km/h     | 262 (75) |
| 6.   | Oskar Notz               | Allemagne   | Klemm L 25E         | D-1902 / C1 | 146 km/h     | 261 (75) |
| 7.   | Winifred Spooner         | Royaume-Uni | de Havilland DH.60G | G-AALK / K8 | 165 km/h     | 260 (75) |
| 8.   | Dietrich von Massenbach  | Allemagne   | BFW M.23c           | D-1888 / C7 | 151 km/h     | 256 (65) |
| 9.   | Ernst Krüger             | Allemagne   | BFW M.23c           | D-1891 / E8 | 139 km/h     | 254 (75) |
| 10.  | Joachim von Köppen       | Allemagne   | BFW M.23c           | D-1886 /C5  | 138 km/h     | 253 (75) |
| 11.  | Sidney Thorn             | Royaume-Uni | Avro Avian          | G-AAHJ / K1 | 155 km/h     | 250 (75) |
| 12.  | Oskar Dinort             | Allemagne   | Klemm L 25E         | D-1900 / B9 | 145 km/h     | 250 (65) |
| 13.  | Jean R. Pierroz          | Suisse      | Breda Ba.15S        | CH-257 / S1 | 133 km/h     | 238 (75) |
| 14.  | Stanisław Płonczyński    | Pologne     | RWD-2               | SP-ADG / P3 | 128 km/h     | 236 (75) |
| 15.  | Edward Więckowski        | Pologne     | RWD-2               | SP-ADH / P4 | 127 km/h     | 234 (75) |

### Épreuves techniques

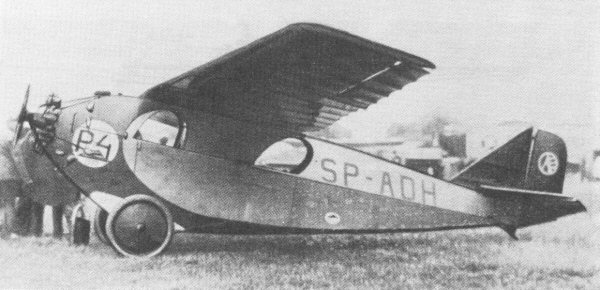
Un RWD-2 polonais.

| Pos. | Pilote                   | Équipe      | Avions              | Points |
| ---- | ------------------------ | ----------- | ------------------- | ------ |
| 1.   | Ernst Krüger             | Allemagne   | BFW M.23c           | 30     |
| 2.   | Friedrich-Wilhelm Morzik | Allemagne   | BFW M.23c           | 30     |
| 3.   | Dietrich von Massenbach  | Allemagne   | BFW M.23c           | 28     |
| 4.   | Willy Polte              | Allemagne   | BFW M.23c           | 25     |
| 5.   | Oskar Notz               | Allemagne   | Klemm L.25E         | 25     |
| 6.   | Winifred Spooner         | Royaume-Uni | de Havilland DH.60G | 25     |
| 7.   | Friedrich Siebel         | Allemagne   | Klemm L.26 IIa      | 24     |
| 8.   | Reinhold Poss            | Allemagne   | Klemm L.25E         | 23     |
| 9.   | Theo Osterkamp           | Allemagne   | Klemm L.25 Ia       | 22     |
| 10.  | John Carberry            | Royaume-Uni | Monocoupe 110       | 21     |

| Pos. | Pilote                   | Équipe      | Avions         | Points |
| ---- | ------------------------ | ----------- | -------------- | ------ |
| 1.   | Theo Osterkamp           | Allemagne   | Klemm L.25 Ia  | 30     |
| 2.   | Friedrich Siebel         | Allemagne   | Klemm L.26 IIa | 25     |
| 3.   | Winifred Spooner         | Royaume-Uni | DH.60G         | 21     |
| 4.   | Heinrich Benz            | Allemagne   | Klemm L.25 IVa | 20     |
| 5.   | Friedrich-Wilhelm Morzik | Allemagne   | BFW M.23c      | 19     |
| 6.   | Reinhold Poss            | Allemagne   | Klemm L.25E    | 18     |
| 7.   | Oskar Dinort             | Allemagne   | Klemm L.25E    | 17     |
| 8.   | H. Andrews               | Royaume-Uni | Spartan Arrow  | 17     |
| 9.   | Willy Polte              | Allemagne   | BFW M.23c      | 16     |
| 10.  | Oskar Notz               | Allemagne   | Klemm L.25E    | 15     |

## Classement final

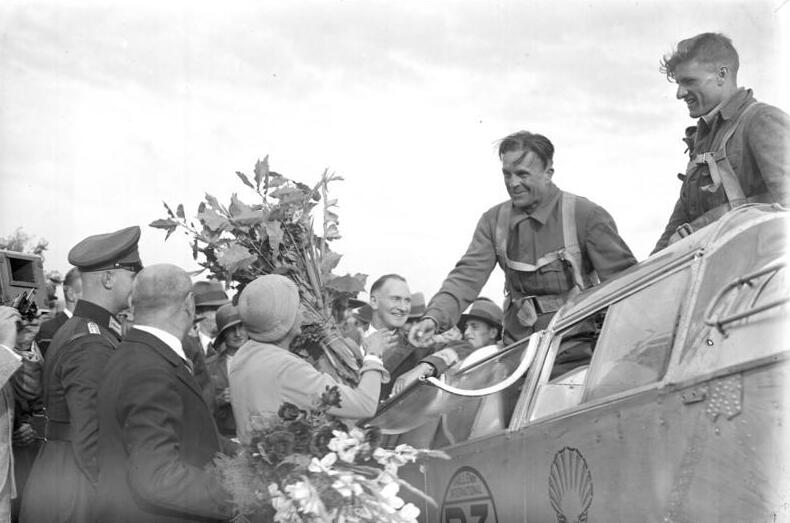
Morzik à son arrivéà Berlin-Tempelhof à l'issue du rallye.

| Pos. | Pilote                       | Équipe      | Avions         | Matricule   | Pts : tech + rallye | Total |
| ---- | ---------------------------- | ----------- | -------------- | ----------- | ------------------- | ----- |
| 1.   | Friedrich-Wilhelm Morzik     | Allemagne   | BFW M.23c      | D-1883 / B3 | 263 + 164           | 427   |
| 2.   | Reinhold Poss                | Allemagne   | Klemm L.25E    | D-1901 / B8 | 264 + 159           | 423   |
| 3.   | Oskar Notz                   | Allemagne   | Klemm L.25E    | D-1902 / C1 | 261 + 158           | 419   |
| 4.   | Winifred Spooner             | Royaume-Uni | DH-60G         | G-AALK / K8 | 260 + 156           | 416   |
| 5.   | Willy Polte                  | Allemagne   | BFW M.23c      | D-1892 / F2 | 262 + 147           | 409   |
| 6.   | John Carberry                | Royaume-Uni | Monocoupe 110  | G-ABBR / K7 | 268 + 137           | 405   |
| 7.   | Dietrich von Massenbach      | Allemagne   | BFW M.23c      | D-1888 / C7 | 256 + 142           | 398   |
| 8.   | Hubert Broad                 | Royaume-Uni | DH-60G         | G-AAHR / K3 | 270 + 125           | 395   |
| 9.   | Ernst Krüger                 | Allemagne   | BFW M.23c      | D-1891 / E8 | 254 + 140           | 394   |
| 10.  | Oskar Dinort                 | Allemagne   | Klemm L.25E    | D-1900 / B9 | 250 + 135           | 385   |
| 11.  | Theo Osterkamp               | Allemagne   | Klemm L.25 Ia  | D-1713 / B7 | 226 + 158           | 384   |
| 12.  | Joachim von Köppen           | Allemagne   | BFW M.23c      | D-1886 / C5 | 253 + 130           | 383   |
| 13.  | Robert Lusser                | Allemagne   | Klemm L.26 Va  | D-1716 / A2 | 218 + 145           | 363   |
| 14.  | Jean R. Pierroz              | Suisse      | Breda Ba-15S   | CH-257 / S1 | 238 + 124           | 362   |
| 15.  | Johann Risztics              | Allemagne   | Junkers A 50ce | D-1618 / A1 | 195 + 166           | 361   |
| 16.  | Sidney Thorn                 | Royaume-Uni | Avro Avian     | G-AAHJ / K1 | 250 + 88            | 338   |
| 17.  | Maurice Finat                | France      | Caudron C.193  | F-AJSI / M2 | 214 + 123           | 337   |
| 18.  | Otto Peschke                 | Allemagne   | Arado L.IIa    | D-1875 / C9 | 207 + 129           | 336   |
| 19.  | Stanisław Płonczyński        | Pologne     | RWD-2          | SP-ADG / P3 | 236 + 100           | 336   |
| 20.  | Friedrich Siebel             | Allemagne   | Klemm L.26 IIa | D-1773 / E6 | 171 + 164           | 335   |
| 21.  | Edward Więckowski            | Pologne     | RWD-2          | SP-ADH / P4 | 234 + 95            | 329   |
| 22.  | Georg Pasewaldt              | Allemagne   | Arado L.IIa    | D-1876 / D1 | 180 + 138           | 318   |
| 23.  | Charles Kolp                 | Suisse      | Klemm VL.25 Va | CH-258 / S2 | 189 + 125           | 314   |
| 24.  | François Arrachart           | France      | Caudron C.193  | F-AJSH / L3 | 198 + 113           | 311   |
| 25.  | Otto von Waldau              | Allemagne   | BFW M.23c      | D-1887 / C6 | 165 + 142           | 307   |
| 26.  | Heinrich Benz                | Allemagne   | Klemm L.25 IVa | D-1877 / E1 | 162 + 142           | 304   |
| 27.  | Alfred Gothe                 | Allemagne   | Junkers A 50ci | D-1863 / E2 | 179 + 105           | 284   |
| 28.  | Egloff von Freyberg          | Allemagne   | BFW M.23c      | D-1884 / C3 | 153 + 120           | 273   |
| 29.  | Waldemar Roeder              | Allemagne   | Junkers A 50ce | D-1862 / A8 | 150 + 121           | 271   |
| 30.  | Antoine de Habsbourg-Toscane | Espagne     | DH-60G         | M-CKAA / T5 | 144 + 101           | 245   |
| 31.  | Mary Bailey                  | Royaume-Uni | DH-60G         | G-AAEE / K6 | 132 + 103           | 235   |
| 32.  | Jerzy Bajan                  | Pologne     | RWD-4          | SP-ADM / P2 | 120 + 103           | 223   |
| 33.  | Ignacy Giedgowd              | Pologne     | PZL.5          | SP-ACW / O1 | 87 + 83             | 170   |
| 34.  | Hans Böhning                 | Allemagne   | BFW M.23b      | D-1889 / D8 | 80 + 81             | 161   |
| 35.  | H.S. Andrews                 | Royaume-Uni | Spartan Arrow  | G-AAWZ / K4 | 51 + 109            | 160   |

Le premier prix était de 100 000 francs français, la 2ème place de 50 000 F, la 3ème place avec 25 000 F, la 4ème place avec 15 000 F, de la 5ème à la 20ème place : 10 000 F
L'Allemagne parvint à conserver son titre, à domicile cette fois-ci. L'édition suivante de 1932 est ainsi de nouveau organiser à Berlin.